# Байык, Джемиль
Джемиль Байык (курд. Cemîl Bayik; 1951, Кебан) — один из пяти основателей Рабочей партии Курдистана и входит в состав высшего руководства партии. Джемиль Байык является одним из 12 членов совета Союза общин Курдистана (национально-политической организации курдов), а также входит в состав исполнительного комитета Рабочей партии Курдистана вместе с действующим лидером Муратом Карайыланом и Бахозом Эрдалом (уроженцем Демократической Федерации Северной Сирии и военным командиром Рабочей партии Курдистана).
Джемиль Байык публично обвинял Турцию в поддержке Исламского государства, а также обращался с просьбой к мировому сообществу изучить эффективность атак ВВС Турции по позициям боевиков Исламского государства.

## Биография
В 1978 году состоялся первый съезд Рабочей партии Курдистана и Джемиль Байык был назначен заместителем генерального секретаря партии, став вторым по влиянию членом партии после Абдуллы Оджалана и до 1995 года занимал пост лидера военизированного крыла Рабочей партии Курдистана — Народно-освободительной армии. В начале 1990-х годов был руководителем Академии имени Махсума Коркмаза, тренировочного лагеря Рабочей партии Курдистана в контролируемой Сирией долине Бекаа в Ливане.
После того, как турецкое правительство задержало Абдуллу Оджалану, Джемиль Байык и Мурат Карайылан стали руководителями Рабочей партии Курдистана. Согласно заявлениям Турции, реформистские лидеры РПК Осман Оджалан, Низаметтин Таш и Кани Йылмаз покинули партию после того, как Мурат Карайылан и Джемиль Байык заняли руководящие должности. Джемиль Байык неоднократно заявлял, что РПК готова к мирным переговорам с Турцией и он несколько раз объявлял о прекращении огня. По его мнению Турецко-курдский конфликт нельзя разрешить военным путем и сторонам необходимо прикладывать дипломатические усилия.
20 апреля 2011 года по просьбе властей Турции Министерство финансов США включило основателей РПК Джемиля Байыка и Дурана Калкана, а также других высокопоставленных членов в партии в список лиц, связанных с незаконным оборотом наркотиков. Попадание в этот список означает замораживание любых активов, которыми данные лица могут обладать под юрисдикцией США и запрещает гражданам США осуществлять любые финансовые или коммерческие операции с этими лицами. Однако, спустя некоторое время Федеральная служба защиты конституции Германии сделала заявление, что нет никаких существенных доказательств того, что лидеры РПК непосредственно участвуют в незаконном обороте наркотиков.